# Giải vô địch bóng đá U-16 thế giới 1989
Giải vô địch bóng đá U-16 thế giới 1989 là giải đấu lần thứ 3 của Giải vô địch bóng đá U-16 thế giới, được tổ chức tại các thành phố của Scotland là Glasgow, Edinburgh, Motherwell, Aberdeen và Dundee từ ngày 10 đến ngày 24 tháng 6 năm 1989. Các cầu thủ sinh sau ngày 1 tháng 8 năm 1972 đủ điều kiện tham gia giải đấu này. Ả Rập Xê Út đã giành chức vô địch và trở thành đội tuyển châu Á đầu tiên vô địch trong một giải đấu của FIFA. Tính đến tháng 12 năm 2023, Ả Rập Xê Út là đội tuyển châu Á duy nhất giành chức vô địch trong bất kỳ giải đấu nào của FIFA.
Đội vô địch sau đó bị cáo buộc đã đưa vào sân một số cầu thủ quá tuổi, nhưng không có cuộc điều tra chính thức nào được tiến hành.

## Các đội tuyển vượt qua vòng loại
| Liên đoàn                          | Giải đấu loại                                                      | Các đội tuyển vượt qua vòng loại   |
| ---------------------------------- | ------------------------------------------------------------------ | ---------------------------------- |
| AFC (châu Á)                       | Giải vô địch bóng đá U-16 châu Á 1988                              | Bahrain · Trung Quốc · Ả Rập Xê Út |
| CAF (châu Phi)                     | Vòng loại Giải vô địch bóng đá U-16 thế giới 1989 khu vực châu Phi | Ghana · Guinée · Nigeria           |
| CONCACAF (Bắc, Trung Mỹ và Caribe) | Giải vô địch bóng đá U-16 CONCACAF 1988                            | Canada · Cuba · Hoa Kỳ             |
| CONMEBOL (Nam Mỹ)                  | Giải vô địch bóng đá U-16 Nam Mỹ 1988                              | Argentina · Brasil · Colombia      |
| OFC (châu Đại Dương)               | Giải vô địch bóng đá U-17 châu Đại Dương 1989                      | Úc                                 |
| UEFA (châu Âu)                     | Chủ nhà                                                            | Scotland                           |
| UEFA (châu Âu)                     | Giải vô địch bóng đá U-16 châu Âu 1989                             | Đông Đức · Bồ Đào Nha              |

## Đội hình
Danh sách đội hình, xem Danh sách cầu thủ tham dự giải vô địch bóng đá U-16 thế giới 1989.

## Trọng tài
| Châu Á - Mohammad Riyahi - Wan Rashid Jaafar - Kil Ki-Chul - Arie Frost Châu Phi - Mohamed Hafez - Ally Hafidhi - M Hounake-Kouassi CONCACAF - David Brummitt - Juan Pablo Escobar - Arlington Success | Nam Mỹ - Ricardo Calabria - Luís Félix Ferreira - Armando Pérez Hoyos Châu Âu - Jean-Marie Lartigot - Peter Mikkelsen - George Smith - Wieland Ziller Châu Đại Dương - Gary Fleet |

## Vòng bảng

### Bảng A
| Đội      | ST | T | H | B | BT | BB | HS | Đ | Kết quả                |
| -------- | -- | - | - | - | -- | -- | -- | - | ---------------------- |
| Bahrain  | 3  | 2 | 1 | 0 | 5  | 1  | +4 | 5 | Giành quyền vào tứ kết |
| Scotland | 3  | 1 | 2 | 0 | 4  | 1  | +3 | 4 | Giành quyền vào tứ kết |
| Ghana    | 3  | 0 | 2 | 1 | 2  | 3  | –1 | 2 | Bị loại                |
| Cuba     | 3  | 0 | 1 | 2 | 2  | 8  | –6 | 1 | Bị loại                |

| Scotland | 0–0        | Ghana |
| -------- | ---------- | ----- |
|          | (Chi tiết) |       |

| Cuba | 0–3        | Bahrain                                     |
| ---- | ---------- | ------------------------------------------- |
|      | (Chi tiết) | Jasem 40' (ph.đ.), 52' (ph.đ.), 76' (ph.đ.) |

| Scotland                          | 3–0        | Cuba |
| --------------------------------- | ---------- | ---- |
| Lindsay 30' · McGoldrick 32', 39' | (Chi tiết) |      |

| Ghana | 0–1        | Bahrain     |
| ----- | ---------- | ----------- |
|       | (Chi tiết) | Ebrahim 42' |

| Scotland   | 1–1        | Bahrain       |
| ---------- | ---------- | ------------- |
| Beattie 2' | (Chi tiết) | Abdulaziz 33' |

| Cuba                      | 2–2        | Ghana                 |
| ------------------------- | ---------- | --------------------- |
| Zerguera 9' · Rosette 24' | (Chi tiết) | Aryee 22' · Asare 72' |

### Bảng B
| Đội      | ST | T | H | B | BT | BB | HS | Đ | Kết quả                |
| -------- | -- | - | - | - | -- | -- | -- | - | ---------------------- |
| Đông Đức | 3  | 2 | 0 | 1 | 7  | 4  | +3 | 4 | Giành quyền vào tứ kết |
| Brasil   | 3  | 2 | 0 | 1 | 5  | 3  | +2 | 4 | Giành quyền vào tứ kết |
| Hoa Kỳ   | 3  | 1 | 1 | 1 | 5  | 7  | –2 | 3 | Bị loại                |
| Úc       | 3  | 0 | 1 | 2 | 3  | 6  | –3 | 1 | Bị loại                |

| Đông Đức  | 1–0        | Úc |
| --------- | ---------- | -- |
| Manke 51' | (Chi tiết) |    |

| Hoa Kỳ   | 1–0        | Brasil |
| -------- | ---------- | ------ |
| Baba 37' | (Chi tiết) |        |

| Đông Đức                                            | 5–2        | Hoa Kỳ              |
| --------------------------------------------------- | ---------- | ------------------- |
| Konetzke 7', 33' · Seifert 12', 31' · Rydlewicz 45' | (Chi tiết) | Baba 36' · Wood 76' |

| Úc         | 1–3        | Brasil                               |
| ---------- | ---------- | ------------------------------------ |
| Corica 50' | (Chi tiết) | Roberto Carlos 11', 34' · Marcio 36' |

| Đông Đức  | 1–2        | Brasil               |
| --------- | ---------- | -------------------- |
| Knuth 29' | (Chi tiết) | Márcio 4' · Fred 70' |

| Úc                       | 2–2        | Hoa Kỳ                |
| ------------------------ | ---------- | --------------------- |
| Pangallo 71' · Suzor 73' | (Chi tiết) | Wood 6' · Haskins 70' |

### Bảng C
| Đội        | ST | T | H | B | BT | BB | HS | Đ | Kết quả                |
| ---------- | -- | - | - | - | -- | -- | -- | - | ---------------------- |
| Nigeria    | 3  | 2 | 1 | 0 | 7  | 0  | +7 | 5 | Giành quyền vào tứ kết |
| Argentina  | 3  | 1 | 2 | 0 | 4  | 1  | +3 | 4 | Giành quyền vào tứ kết |
| Trung Quốc | 3  | 1 | 1 | 1 | 1  | 3  | –2 | 3 | Bị loại                |
| Canada     | 3  | 0 | 0 | 3 | 1  | 9  | –8 | 0 | Bị loại                |

| Argentina | 0–0        | Trung Quốc |
| --------- | ---------- | ---------- |
|           | (Chi tiết) |            |

| Nigeria                                        | 4–0        | Canada |
| ---------------------------------------------- | ---------- | ------ |
| Keshiro 27', 75' · Oguntunase 56' · Ikpeba 78' | (Chi tiết) |        |

| Argentina | 0–0        | Nigeria |
| --------- | ---------- | ------- |
|           | (Chi tiết) |         |

| Trung Quốc   | 1–0        | Canada |
| ------------ | ---------- | ------ |
| Gao Feng 34' | (Chi tiết) |        |

| Argentina                                           | 4–1        | Canada            |
| --------------------------------------------------- | ---------- | ----------------- |
| Paris 9' · Castro 38' · Castagno 40' · Dascanio 74' | (Chi tiết) | Medero 19' (l.n.) |

| Trung Quốc | 0–3        | Nigeria                             |
| ---------- | ---------- | ----------------------------------- |
|            | (Chi tiết) | Fetuga 12' · Ikpeba 22' · Umoru 39' |

### Bảng D
| Đội         | ST | T | H | B | BT | BB | HS | Đ | Kết quả                |
| ----------- | -- | - | - | - | -- | -- | -- | - | ---------------------- |
| Bồ Đào Nha  | 3  | 1 | 2 | 0 | 6  | 5  | +1 | 4 | Giành quyền vào tứ kết |
| Ả Rập Xê Út | 3  | 1 | 2 | 0 | 5  | 4  | +1 | 4 | Giành quyền vào tứ kết |
| Guinée      | 3  | 0 | 3 | 0 | 4  | 4  | 0  | 3 | Bị loại                |
| Colombia    | 3  | 0 | 1 | 2 | 3  | 5  | –2 | 1 | Bị loại                |

| Guinée    | 1–1        | Colombia           |
| --------- | ---------- | ------------------ |
| Camara 2' | (Chi tiết) | Gaibao 60' (ph.đ.) |

| Ả Rập Xê Út          | 2–2        | Bồ Đào Nha                 |
| -------------------- | ---------- | -------------------------- |
| Al Shamrani 60', 80' | (Chi tiết) | Figo 17' (ph.đ.) · Gil 23' |

| Guinée                  | 2–2        | Ả Rập Xê Út                        |
| ----------------------- | ---------- | ---------------------------------- |
| Oulare 56' · Camara 62' | (Chi tiết) | Fofana 52' (l.n.) · Al Rowaihi 71' |

| Colombia               | 2–3        | Bồ Đào Nha                                 |
| ---------------------- | ---------- | ------------------------------------------ |
| Moreno 27' · Nieto 79' | (Chi tiết) | Canate 2' (l.n.) · Gil 44' · Adalberto 78' |

| Guinée     | 1–1        | Bồ Đào Nha   |
| ---------- | ---------- | ------------ |
| Camara 24' | (Chi tiết) | Lourenço 80' |

| Colombia | 0–1        | Ả Rập Xê Út    |
| -------- | ---------- | -------------- |
|          | (Chi tiết) | Al Rowaihi 80' |

## Vòng loại trực tiếp
|  | Tứ kết                  | Tứ kết                 |                         |       | Bán kết       | Bán kết       |  |  | Chung kết | Chung kết |
|  |                         |                        |                         |       |               |               |  |  |           |           |
|  | 17 tháng 6 - Motherwell |                        |                         |       |               |               |  |  |           |           |
|  |                         |                        |                         |       |               |               |  |  |           |           |
|  | Bahrain (p)             | 0 (4)                  |                         |       |               |               |  |  |           |           |
|  | Bahrain (p)             | 0 (4)                  | 20 tháng 6 - Motherwell |       |               |               |  |  |           |           |
|  | Brasil                  | 0 (1)                  |                         |       |               |               |  |  |           |           |
|  | Brasil                  | 0 (1)                  | Bahrain                 | 0     |               |               |  |  |           |           |
|  | 17 tháng 6 - Dundee     |                        | Bahrain                 | 0     |               |               |  |  |           |           |
|  |                         | Ả Rập Xê Út            | 1                       |       |               |               |  |  |           |           |
|  | Nigeria                 | Ả Rập Xê Út            | 1                       | 0 (0) |               |               |  |  |           |           |
|  | Nigeria                 |                        | 24 tháng 6 - Glasgow    | 0 (0) |               |               |  |  |           |           |
|  | Ả Rập Xê Út (p)         | 0 (2)                  |                         |       |               |               |  |  |           |           |
|  | Ả Rập Xê Út (p)         | 0 (2)                  | Ả Rập Xê Út (p)         | 2 (5) |               |               |  |  |           |           |
|  | 17 tháng 6 - Aberdeen   |                        | Ả Rập Xê Út (p)         | 2 (5) |               |               |  |  |           |           |
|  |                         | Scotland               | 2 (4)                   |       |               |               |  |  |           |           |
|  | Đông Đức                | Scotland               | 2 (4)                   | 0     |               |               |  |  |           |           |
|  | Đông Đức                | 20 tháng 6 - Edinburgh |                         | 0     |               |               |  |  |           |           |
|  | Scotland                | 1                      |                         |       |               |               |  |  |           |           |
|  | Scotland                | 1                      | Bồ Đào Nha              | 0     |               |               |  |  |           |           |
|  | 17 tháng 6 - Edinburgh  |                        | Bồ Đào Nha              | 0     |               |               |  |  |           |           |
|  |                         | Scotland               | 1                       |       | Tranh hạng ba | Tranh hạng ba |  |  |           |           |
|  | Bồ Đào Nha              | Scotland               | 1                       | 2     | Tranh hạng ba | Tranh hạng ba |  |  |           |           |
|  | Bồ Đào Nha              |                        | 23 tháng 6 - Edinburgh  | 2     |               |               |  |  |           |           |
|  | Argentina               | 1                      |                         |       |               |               |  |  |           |           |
|  | Argentina               | 1                      | Bahrain                 | 0     |               |               |  |  |           |           |
|  |                         |                        |                         |       |               |               |  |  |           |           |
|  | Bồ Đào Nha              | 3                      |                         |       |               |               |  |  |           |           |
|  | Bồ Đào Nha              | 3                      |                         |       |               |               |  |  |           |           |

### Tứ kết
| Bahrain                          | 0–0 (s.h.p.) | Brasil                 |
| -------------------------------- | ------------ | ---------------------- |
|                                  | (Chi tiết)   |                        |
| Loạt sút luân lưu                |              |                        |
| Habib · Hassan · Ali · Abdulaziz | 4–1          | Andrei · Fred · Marcio |

| Đông Đức | 0–1        | Scotland    |
| -------- | ---------- | ----------- |
|          | (Chi tiết) | Lindsay 80' |

| Nigeria           | 0–0 (s.h.p.) | Ả Rập Xê Út |
| ----------------- | ------------ | ----------- |
|                   | (Chi tiết)   |             |
| Loạt sút luân lưu |              |             |
|                   | 0–2          |             |

| Bồ Đào Nha            | 2–1        | Argentina  |
| --------------------- | ---------- | ---------- |
| Figo 23' · Tulipa 46' | (Chi tiết) | Selenzo 8' |

### Bán kết
| Bahrain | 0–1        | Ả Rập Xê Út    |
| ------- | ---------- | -------------- |
|         | (Chi tiết) | Al Rowaihi 47' |

| Bồ Đào Nha | 0–1        | Scotland   |
| ---------- | ---------- | ---------- |
|            | (Chi tiết) | O'Neil 54' |

### Tranh hạng ba
| Bahrain | 0–3        | Bồ Đào Nha                |
| ------- | ---------- | ------------------------- |
|         | (Chi tiết) | Tulipa 24', 64' · Gil 52' |

### Chung kết
| Ả Rập Xê Út                  | 2–2 (s.h.p.) | Scotland               |
| ---------------------------- | ------------ | ---------------------- |
| Sulaiman 49' · Al Teriar 65' | (Chi tiết)   | Downie 7' · Dickov 25' |
| Loạt sút luân lưu            |              |                        |
|                              | 5–4          |                        |

## Vô địch
| Giải vô địch bóng đá U-16 thế giới 1989 |
| --------------------------------------- |
| · Ả Rập Xê Út · Lần thứ 1               |

## Cầu thủ ghi bàn
Fode Camara của Guinea đã giành giải thưởng Chiếc giày vàng khi ghi được 3 bàn thắng. Tổng cộng có 77 bàn thắng được ghi bởi 55 cầu thủ khác nhau, trong đó có 3 bàn phản lưới nhà
3 bàn
- Khaled Jasem
- Fode Camara
- Gil Gomes
- Tulipa
- Khalid Al Rowaihi

2 bàn
| - Márcio - Roberto Carlos - Frank Seifert - Toralf Konetzke | - Kayode Keshiro - Victor Ikpeba - Luís Figo - John Lindsay | - Kevin McGoldrick - Jabarti Al Shamrani - Anthony Wood - Imad Baba |

1 bàn
| - Claudio Paris - Diego Castagno - Gabriel Dascanio - Jose Castro - Leonardo Selenzo - Anthony Pangallo - Jeff Suzor - Steve Corica - Hassan Ebrahim - Mohamed Abdulaziz - Marcello Melli - Gao Feng | - Alfredo Nieto - Carlos Moreno - Modesto Gaibao - Bernardo Rosette - Geosmany Zerguera - Daniel Knuth - Rene Rydlewicz - Sven Manke - Bernard Aryee - Isaac Asare - Souleymane Oulare - Babajide Oguntunase | - Olusegun Fetuga - Sunny Umoru - Adalberto - Sérgio Lourenço - Alreshoudi Sulaiman - Waleed Al Terair - Brian O'Neil - Ian Downie - James Beattie - Paul Dickov - Todd Haskins |

Bàn phản lưới nhà
- Luis Medero (trong trận gặp Canada)
- Omar Canate (trong trận gặp Bồ Đào Nha)
- Mory Fofana (trong trận gặp Ả Rập Xê Út)

## Bảng xếp hạng giải đấu
| VT                  | Đội         | ST | T | H | B | BT | BB | HS | Đ |
| ------------------- | ----------- | -- | - | - | - | -- | -- | -- | - |
| 1                   | Ả Rập Xê Út | 6  | 2 | 4 | 0 | 8  | 6  | +2 | 8 |
| 2                   | Scotland    | 6  | 3 | 3 | 0 | 8  | 3  | +5 | 9 |
| 3                   | Bồ Đào Nha  | 6  | 3 | 2 | 1 | 11 | 7  | +4 | 8 |
| 4                   | Bahrain     | 6  | 2 | 2 | 2 | 5  | 5  | 0  | 6 |
| Bị loại ở tứ kết    |             |    |   |   |   |    |    |    |   |
| 5                   | Nigeria     | 4  | 2 | 2 | 0 | 7  | 0  | +7 | 6 |
| 6                   | Brasil      | 4  | 2 | 1 | 1 | 5  | 3  | +2 | 5 |
| 7                   | Đông Đức    | 4  | 2 | 0 | 2 | 7  | 5  | +2 | 4 |
| 8                   | Argentina   | 4  | 1 | 2 | 1 | 5  | 3  | +2 | 4 |
| Bị loại ở vòng bảng |             |    |   |   |   |    |    |    |   |
| 9                   | Hoa Kỳ      | 3  | 1 | 1 | 1 | 5  | 7  | –2 | 3 |
| 10                  | Trung Quốc  | 3  | 1 | 1 | 1 | 1  | 3  | –2 | 3 |
| 11                  | Guinée      | 3  | 0 | 3 | 0 | 4  | 4  | 0  | 3 |
| 12                  | Ghana       | 3  | 0 | 2 | 1 | 2  | 3  | –1 | 2 |
| 13                  | Colombia    | 3  | 0 | 1 | 2 | 3  | 5  | –2 | 1 |
| 14                  | Úc          | 3  | 0 | 1 | 2 | 3  | 6  | –3 | 1 |
| 15                  | Cuba        | 3  | 0 | 1 | 2 | 2  | 8  | –6 | 1 |
| 16                  | Canada      | 3  | 0 | 0 | 3 | 1  | 9  | –8 | 0 |